# Hans Knauth
Hans Knauth der Ältere († um 1485) war Ritter, Amtmann von Sangerhausen, Lehnsmann der Grafen zu Stolberg und Angehöriger des Geschlechts der Knutonen.

## Leben
Graf Heinrich zu Stolberg belehnte 1461 seinen Geheimen Rat Hans Knauth und dessen Leibeslehnserben mit dem Hof und Dorf Ostramondra und Roldisleben.
Knauth befand sich bereits 1470 im Besitz eines Lehens der Grafen zu Stolberg. Er überließ den ihm verliehenen Stapenberg bei Benzingerode dem Kloster Himmelpforten zur Feier seines Jahresgedächtnisses. 
Knauth wird 1478 als Amtmann von Sangerhausen erwähnt. In dieser Funktion lieh er Graf Heinrich zu Stolberg 1000 Rheinische Gulden und erhielt dafür am 27. Mai 1478 die stolbergische Hälfte von Schloss Kelbra als Pfand. Die andere Hälfte befand sich im Besitz des Grafen Heinrich von Schwarzburg. Zur Wiedereinlösung des Pfandes aus den Händen seiner Söhne, der Brüder Heinrich und Hans Knauth, kam es 1486.
| Personendaten    | Personendaten                                                         |
| ---------------- | --------------------------------------------------------------------- |
| NAME             | Knauth, Hans                                                          |
| KURZBESCHREIBUNG | Ritter, Amtmann von Sangerhausen und Lehnsmann der Grafen zu Stolberg |
| GEBURTSDATUM     | 15. Jahrhundert                                                       |
| STERBEDATUM      | um 1485                                                               |